# Bahaba
Bahaba és un gènere de peixos de la família dels esciènids i de l'ordre dels perciformes.

## Taxonomia
- Bahaba chaptis (Hamilton, 1822)[2]
- Bahaba polykladiskos (Bleeker, 1852)[3]
- Bahaba taipingensis (Herre, 1932)[4][5][6][7][8][9][10]